# Лактіонов Олександр Юрійович
Олександр Юрійович Лактіонов (рос. Александр Юрьевич Лактионов; нар. 28 травня 1986, Бугульма, Новосибірськ, РРФСР) — російський футболіст та тренер, виступав на позиції півзахисника та нападника.

## Життєпис
Розпочинав свою кар'єру в Новосибірську, потім поїхав до Кореї, де виступав за молодіжний склад клубу «Соннам Ільхва Чунма». Викликався в юнацьку збірну Росії. У 2005 році побував на перегляді в московському «Торпедо», але в підсумку перейшов у московський «Спартак», за який виступав у першості дублерів. Свою єдину гру за основний склад «червоно-білих» провів у розіграші 1/16 фіналу Кубку Росії 2005/06 проти «Океану» з Находки, вийшовши на заміну на 90-й хвилині. У 2006-2007 роках грав за аматорську молодіжну команду московського «Спартака» в першості ЛФК. Також у вище вказаний період зіграв 1 матч вищої ліги Казахстану за «Актобе» і в 5 матчах чемпіонату Латвії за «Металургс» (Лієпая).
Надалі виступав в командах другого дивізіону й аматорської першості, лише в 2008 році провів 11 матчів у першому дивізіоні за московський «Спортакадемклуб».
На початку липня 2012 року підписав контракт з тульським «Арсеналом».
У 2014 році виступав в аматорській першості за московський «Солярис».
Після закінчення ігрової кар'єри став тренером у ДЮСШ «Строгіно». У 2018 році тренував команду гравців 2004 року народження.

## Досягнення
«Спартак» (Москва)
- Турнір дублерів РФПЛ
  -  Чемпіон (1): 2007

- Першість ЛФК (зона «Москва»)
  -  Срібний призер (1): 2006
  -  Бронзовий призер (1): 2007

«Металургс» (Лієпая)
- Латвійська футбольна Вища ліга
  -  Срібний призер (1): 2007

«Арсенал» (Тула)
- Другий дивізіон (зона «Центр»)
  -  Чемпіон (1): 2012/13

## Особисте життя
Двоюрідний брат російського і корейського футболіста Дениса Лактіонова.
Знімався в заявочному ролику з висунення міста Іваново на міжнародному конкурсі «Молодіжна столиця Європи — 2014».